# الرابطة الكاثوليكية (ألمانيا)
 الرابطة كاثوليكية  (بالألمانية: Katholische Liga) تحالف بين الولايات الألمانية الكاثوليكية في مواجهة الاتحاد البروتستانتي الذي شكلته الولايات الألمانية البروتستانتية. أدت التوترات بين التحالفين إلى ما سميت بحرب الثلاثين عامًا.
كان مؤسس الرابطة الكاثوليكية وأول قائد عام لها ماكسيميليان الأول، ناخب بافاريا. في 1609 اجتمعت الدول الصغيرة ضمن الإمبراطورية الرومانية المقدسة في ميونيخ للتوقيع على المعاهدة، والتي انخرطت في تحالف عسكري لمدة تسعة سنوات.
في نهاية مدة تسع سنوات، كانت هناك الحرب بين فرديناند الثاني وفريدريش الخامس ناخب بالاتينات. الاتحاد البروتستانتي بدلا من المساومة من أجل فريدريش الخامس ضد الرابطة الكاثوليكية، التي أيدت فرديناند اختارت الحياد مع معاهدة أولم. هزمت الرابطة الكاثوليكية فريدريش وجيشه في معركة الجبل الأبيض (1620) خلال المرحلة الأولى من الحرب. حلت الرابطة مع صلح براغ (1635).